# Beck-Blog
Das Beck-Blog (Eigenschreibweise beck-blog) war das wissenschaftlich orientierte juristische Blog des Verlags C.H. Beck, in dem Richter, Rechtsanwälte und Wissenschaftler Beiträge zu aktuellen juristischen Fragen verfassten.

## Autoren
Die Autoren setzten sich aus den als Experten auf ihrem Fachgebiet fungierenden Juristen und weiteren Autoren zusammen. Experten in diesem Sinne waren unter anderem Bernd von Heintschel-Heinegg, Thomas Hoeren, Dennis-Kenji Kipker, Carsten Krumm, Marc Liesching und Henning Ernst Müller.

## Angebot
Die Website bot aber auch die Gelegenheit zur Gruppenbildung. Zu einzelnen Rechtsgebieten und Themen konnten sich Interessierte Teilnehmer zusammenschließen und bestimmte juristische Themenkomplexe diskutieren. Es existierten Gruppen zum Strafrecht, zum IT-Recht, zum Europarecht und weitere Gruppen.
Das Beck-Blog wurde zum Ende des Monats September 2024 vom Verlag eingestellt und ist seitdem nicht mehr abrufbar.

## Rezeption
Die juristische Fachzeitschrift NJW-aktuell, eine wöchentliche Beilage zur NJW, griff jede Woche ein aktuelles Thema des Beck-Blogs heraus und stellte kurz im Zusammenhang die dort vertretenen kontroversen Positionen vor.
Eine im Jahr 2016 veröffentlichte Untersuchung der dpa-Tochter news aktuell und der Hamburger Unternehmensberatung Faktenkontor ermittelte, dass von 1793 Blogs aus der Mediendatenbank Zimpel im Zeitraum von November 2015 bis Januar 2016 das Beck-Blog das wichtigste deutsche Blog im Bereich Recht gewesen sei. Zu demselben Ergebnis kam auch die 2017 veröffentlichte Untersuchung für den Zeitraum November 2016 bis Januar 2017.
Im Rahmen eines Rückblicks auf die Entwicklung der Rechtswissenschaft in der Berliner Republik am Max-Planck-Institut für europäische Rechtsgeschichte wies Thomas Hoeren im Jahr 2017 mit Blick auf das Beck-Blog darauf hin, dass juristische Blogs „seitens der rechtswissenschaftlichen Forschung kaum wahrgenommen“, „geschweige denn zitiert“ wurden.